# Filip Sychra
Filip Sychra (* 16. října 1972 Praha) je český herec, moderátor, zpěvák, pedagog a publicista. K divadlu a hudbě měl blízko díky své matce Mileně Zahrynowské, která působila v Hudebním divadle Karlín, v televizi a ve filmu. A také díky babičce Zdeňce, houslové virtuosce, dceři českého nakladatele a skladatele Karla Josefa Barvitia. Jeho obchod s hudebninami, hudebními nástroji i nakladatelství převzal v roce 1914 bratr Zdeňky, Karel Barvitius, a vedl jej až do roku 1949, kdy byly nakladatelství a obchod násilně vyvlastněny komunistickým režimem.

## Kariéra
Po základní škole studoval na Konzervatoři v Praze obor hudebně-dramatický a již během docházky vystupoval v různých inscenacích zejména Středočeského divadla Kladno a Mladá Boleslav. Po studiu účinkoval v divadlech v Příbrami, Olomouci a Praze. Diváci si jej také mohou vybavit ze zájezdových představení nezávislých divadelních seskupení a agentur, mezi nimiž byly např. inscenace Mamzelle Nitouche, Okénko, Čistá kořist, Příběh Coco Chanel ad. V roce 2022 představil vlastní divadelní inscenaci Burgr s knedlíkem.
Díky svým hudebním a tanečním vlohám působil rovněž v několika muzikálech, a to jak v Hudebním divadle Karlín, tak také v projektech nezávislých produkcí, jako byla např. Evita. Z tanečních projektů lze jmenovat např. Bardo a Gabriel Lion.
Od roku 1991 vystupuje se sdružením Šanson, věc veřejná i ve vlastních šansonových pořadech. Byl členem vokálního seskupení Happy Day Quintet. Zpívat ale začal také s dalšími skupinami, např. Hašlerka.
Další činností, které se věnuje, je moderování. Průvodním slovem provází nejen pěvecká vystoupení, ale také různé vnitřní a venkovní akce. Několik let moderoval televizní zpravodajský pořad Metropol TV. Od roku 2016 moderuje na rádiu Classic Praha. Provází rovněž koncertními programy PKF Prague Philharmonia dětem.
Dlouhodobě působí jako pedagog mluveného slova, kterému se věnuje také jako interpret melodramů a audioknih.
Už od studia na Konzervatoři se začal objevovat v TV inscenacích (Jan, Milostivé léto ad.), seriálech (Muž v pozadí, Redakce, Přešlapy, Modrý kód, Slunečná ad.) a filmech (Kanárská spojka). Z dalších filmů lze jmenovat např. Polojasno, Gangster Ka nebo Zlatý podraz. Je také často obsazován do filmových rolí zahraničních produkcí, zejména německých.
Kromě uměleckých aktivit se věnuje také oboru PR, marketingu a psaní.